# 重行拓也
重行 拓也（しげゆき たくや、1993年6月11日 - ）は、広島県尾道市出身の元サッカー選手。ポジションはDF。
YouTubeにおいて、サッカー系グループのLISEMで活動を続けている。

## 来歴
サンフレッチェ広島ユース出身。
城西国際大学、VONDS市原を経てオーストラリアのセミプロリーグで3年間プレー。
2020年にLISEMという名称でYouTubeを開始。メンバーはサンフレッチェ広島ユース時に同期だった藤井貴之と森保圭悟の3人組ユニット。
2021年にKONAMIの公式YouTubeチャンネルが運営するサッカークラブ、WINNER'Sの一員となった。
2023年8月下旬より東京都社会人2部リーグのTOKYO2020 FCに加入。WINNER'Sの活動と並行での所属となる。